# Babel 17
Babel 17 ist eine französische Band, die 1988 gegründet wurde und sich im Bereich des Cold Wave bewegt. Der Bandname ist inspiriert von Samuel R. Delanys Science-Fiction-Roman Babel-17.

## Geschichte
Zu den Gründungsmitgliedern gehören Jean Franceschi, Vincent Porte und Vincent Perret. Ihr erstes Label war Lively Art, ein Sublabel von New Rose Records. Die erste CD der Band erschien 1990 unter dem Titel Celeano Fragments, die zweite ein Jahr später hieß Shades. Einzelne Stücke fanden sich auf einem knappen Dutzend Compilations. 1992 vergrößerte sich die Band mit dem Gitarristen und Bassisten Franck Meissonier. Ein drittes Album wurde aufgenommen, welches Shamanic Tales hätte heißen sollen. Vor der Veröffentlichung meldete Lively Art jedoch Insolvenz an. Die Band löste sich kurze Zeit später auf.
Eine Wiedervereinigung von Babel 17 gab es 2003 unter verschiedener Besetzung – das einzige permanente Mitglied aus dem Gründungstrio ist Jean Franceschi. Zusammen mit Franck Meissonier als Produzenten wurde 2009 ein weiteres Album veröffentlicht: The Ice Wall. Das Album, 2006 bis 2008 aufgenommen, erschien auf dem französischen Label Infrastition. Infrastition hatte inzwischen auch die ersten beiden Babel-17-Alben wiederaufgelegt. 2013 erschien auf Infrastition Leviathan, eine weitere Zusammenarbeit von Franceschi und Meissonier, diesmal mit dem Bassisten Vincent K, der ehemals bei den Bands The Disease und No Tears spielte.

## Diskografie

### Alben
- 1990: Celeano Fragments (Lively Art)
- 1991: Shades (Lively Art)
- 2009: The Ice Wall (Infrastition)
- 2013: Leviathan (Infrastition)
- 2017: Process (Infrastition)